# Top Dance 95
Top Dance 95 är ett samlingsalbum som gavs ut av skivbolaget Arcade 1995.

## Låtlista
1. N-trance - Set you free
2. Scatman John - I'm a scatman (ski ba bop ba dop bop)
3. This and That - Them girls
4. DJ Bobo - Love is all around
5. Ororo - Zombie
6. Kamikazi - Here comes the hotstepper
7. T-Spoon - Mercedes Benz
8. Rob Base & D.J. E-Z Rock - Break a Dawn
9. Intermission feat Lori Glorie - Give peace a chance
10. Waldo - Foreever
11. Solid Base - In your dreams
12. CJ Wilson - Dai la li la la
13. A.R.E - One more night
14. 2 In A Room - El trago
15. C-Factory - Tears don't lie
16. Interactive - Forever young
17. Scooter - Move your ass
18. The Original - I luv you baby
19. Fargetta - This time(Sexy time)
20. Technotronic feat. Ya Kid K - Move it to the rhythm